# Antonio Díaz Bautista
Antonio Díaz Bautista (Murcia, 28 de marzo de 1943-28 de enero de 2013) fue un catedrático de Derecho Romano, articulista, pintor y musicólogo murciano. 

## Historia
Nacido en Murcia el 28 de marzo de 1943, estudió magisterio y se licenció en Derecho por la Universidad de Murcia, obteniendo el Premio Nacional de Bachillerato y el Premio Extraordinario Fin de Carrera de su promoción. En 1974 se doctoró en Derecho Civil cum laude con un estudio sobre el arrendamiento de automóviles. En 1985 obtuvo la cátedra de Derecho Romano por la Universidad del País Vasco y en 1986 ganó la oposición como catedrático en Murcia, donde impartió docencia hasta su fallecimiento, en 2013.
Como investigador del Derecho Romano participó en numerosos congresos internacionales y publicó artículos en las más destacadas revistas especializadas. También ha participado en numerosas obras colectivas y ha publicado monografías sobre temas científicos y docentes.
Además a lo largo de su vida ha cultivado diversas facetas culturales. Como acuarelista ha merecido el reconocimiento de la sociedad murciana retratando los paisajes típicos de la huerta de Murcia, sus costumbres y elementos populares. Como ensayista ha publicado varios cientos de artículos de opinión en el diario La Verdad de Murcia. También destaca como amante de la música clásica, habiendo sido presidente de la Asociación Promúsica de Murcia, y publicó numerosos artículos sobre crítica musical.
Su inesperado fallecimiento el 28 de enero de 2013, a la edad de 69 años, conmocionó a la sociedad murciana, que lo apreciaba como un hombre de carácter afectuoso y gran sabiduría.

## Obras
Entre otras publicaciones, el profesor Díaz Bautista publicó los siguientes trabajos sobre Derecho Romano:
Artículos de revistas
La acumulación de responsabilidades ex delicto en el código de las "Siete Partidas"
Glossae: Revista de historia del derecho europeo, ISSN 0214-669X, Nº 3, 1992, págs. 117-134
La república romana
Anales de derecho, ISSN 1989-5992, Nº 4, 1983, págs. 177-186
Notas sobre el aseguramiento de obligaciones en la legislación Justinianea
Anuario de historia del derecho español, ISSN 0304-4319, Nº 50, 1980 (Ejemplar dedicado a: A Alfonso García-Gallo y de Diego), págs. 683-698
La prohibición de ser arrendatarios los clérigos
Anuario de historia del derecho español, ISSN 0304-4319, Nº 49, 1979, págs. 721-732
Colaboraciones en obras colectivas
La apelación en las Constituciones de Diocleciano
Estudios sobre Diocleciano / coord. por Antonio Díaz Bautista, 2010, ISBN 978-84-9849-468-6, págs. 15-42
Las garantías personales en los Rescriptos de Diocleciano
Estudios sobre Diocleciano / coord. por Antonio Díaz Bautista, 2010, ISBN 978-84-9849-468-6, págs. 43-64
Verba contra Veritatem en los Rescriptos de Diocleciano
Estudios sobre Diocleciano / coord. por Antonio Díaz Bautista, 2010, ISBN 978-84-9849-468-6, págs. 65-80
La venta "real"
El derecho comercial, de Roma al derecho moderno: IX Congreso Internacional, XII Iberoamericano de Derecho Romano : Las Palmas de Gran Canaria, 1, 2 y 3 de febrero de 2006 / coord. por Silvestre Bello Rodríguez, José Luis Zamora Manzano, Vol. 1, 2007, ISBN 978-84-96718-66-1, págs. 13-48
"Dies cedens" y "dies venies"
O direito das sucessoes : do direito romano ao direito actual, 2006, págs. 1019-1054
La doble hipótesis del "plagium"
El derecho penal : de Roma al derecho actual / coord. por Fermín Camacho de los Ríos, M. Aránzazu Calzada González, 2005, ISBN 84-96261-02-6, págs. 175-182
La reivindicación de cosas genéricas
Estudios jurídicos "in memoriam" del profesor Alfredo Calonge / coord. por Justo García Sánchez, Pelayo de la Rosa Díaz, Armando José Torrent Ruiz, Vol. 1, 2002 (Volumen I), ISBN 84-95610-20-5, págs. 313-323
Usufructo, uso, habitación y "operae servorum"
Actas del II Congreso Internacional y V Iberoamericano de Derecho Romano : (los derechos reales) / coord. por Armando José Torrent Ruiz, 2001, ISBN 84-89493-52-9, págs. 617-644
La función reipersecutoria de la poena ex lege Aquilia
La responsabilidad civil : de Roma al derecho moderno : IV Congreso Internacional y VII Congreso Iberoamericano de Derecho Romano / coord. por Alfonso Murillo Villar, 2001, ISBN 84-95211-50-5, págs. 269-284
Elementos romanos en el Estado de la Edad Moderna
De la res pública a los estados modernos : Journés internationales d' histoire du droit : Donostia-San Sebastián, 31 de mayo -3 de junio de 1990 / Virginia Tamayo Salaberría (ed. lit.), 1992, ISBN 84-7585-385-4, págs. 331-342
La ideología revolucionaria y la codificación civil napoleónica
Carmen María Cremades Griñán, Antonio Díaz Bautista
Poder ilustrado y revolución / coord. por Antonio Díaz Bautista, Carmen María Cremades Griñán, 1991, ISBN 84-7684-926-5, págs. 173-184
Fideiussor artificis
Homenaje al profesor Juan Roca Juan, 1989, ISBN 84-7684-216-3, págs. 215-220
Libros
El Derecho romano como introducción al derecho
Antonio Díaz Bautista, Adolfo Díaz-Bautista Cremades
DM, 2010. ISBN 978-84-8425-838-4
Cuestiones prácticas de derecho romano
Antonio Díaz Bautista, Juan Ramón Robles Reyes, Adolfo Díaz-Bautista Cremades
Murcia : DM, 2003. ISBN 84-8425-330-9
Manual de derecho romano
Murcia : DM, 1996. ISBN 84-89585-49-0
Estudios sobre la Banca Bizantina: negocios bancarios en la legislación de Justiniano
Universidad de Murcia, 1987. ISBN 84-7684-075-6
El arrendamiento de automóviles
Universidad de Murcia, 1979. ISBN 84-600-1420-7
Coordinación
Estudios sobre Diocleciano
coord. por Antonio Díaz Bautista
Dykinson, 2010. ISBN 978-84-9849-468-6
Poder ilustrado y revolución
coord. por Antonio Díaz Bautista, Carmen María Cremades Griñán
Universidad de Murcia, Servicio de Publicaciones, 1991. ISBN 84-7684-926-5